# Mount Hawke
Mount Hawke är en by i Cornwall distrikt i Cornwall grevskap i England. Byn är belägen 11,4 km 
från Truro. Orten har 1 509 invånare (2015).